# Порція Катона Салоніана
Порція Катона Салоніана (94 —45 роки до н. е.) — давньоримська матрона, дружина та мати римських консулів.

## Життєпис
Походила з роду нобілів Порціїв Катонів. Донька Марка Порція Катона, народного трибуна 99 року до н. е., та Лівії Друзи. Вийшла заміж за Луція Доміція Агенобарба, консула 54 року до н. е. Мала від нього двох синів. У 48 році до н. е. втратила чоловіка, який загинув у битві при Фарсалі. Померла на початку 45 року до н. е.

## Родина
Чоловік — Луцій Доміцій Агенобарб
Діти:
- Гней Доміцій Агенобарб
- Гай Атілій Серран Доміціан